# Коста Конкордия
«Ко́ста Конко́рдия» (итал. Costa Concordia) — круизное судно класса «Конкордия» и крупнейшее в мировой истории судно, потерпевшее крушение. Построено в 2006 году на верфи «Финкантьери» в Сестри Поненте (Генуя, Италия), судами-близнецами являются Carnival Splendor, Costa Pacifica, Costa Favolosa, Costa Fascinosa и Costa Serena.
Собственность компании Costa Crociere, дочерней компании международного концерна Carnival Corporation & plc, совершало круизные рейсы под итальянским флагом между портами Средиземного моря.
Имя теплохода в дословном переводе означает берег мира (согласия, гармонии). «Коста Конкордия» являлась самым большим судном в компании Costa Crociere, а в 2006 году находилось на 10-м месте среди самых больших круизных судов в мире.
13 января 2012 года потерпело крушение, в результате чего погибли 32 человека.

## История
Контракт на строительство судна длиной 290 метров, рассчитанного на 3700 пассажиров и с командой в 1100 человек для компании Costa Crociere был подписан с итальянской верфью Fincantieri 19 января 2002 года. 2 сентября 2005 года судно под заводским номером 6122 за 450 млн евро было спущено на воду. Судно было достроено у достроечной стенки и передано владельцу 30 июня 2006 года. Церемония крещения судна состоялась 7 июля 2006 года. Крёстной матерью Коста Конкордия стала чешская супермодель Ева Герцигова, которая при «крещении» судна не смогла разбить бутылку шампанского, что является дурной приметой.
На борту судна сняты многие эпизоды фильма «Социализм» режиссёра Жана-Люка Годара.

## Оснащение судна
Судно Коста Конкордия имело 15 палуб, 14 лифтов, 4 бассейна, 5 ресторанов и предоставляло гостям 1450 комфортабельных кают; на борту был двухуровневый фитнес-центр (2000  м²), казино, а также симулятор «Формулы-1».

## Происшествия
22 ноября 2008 года судно, маневрируя во время швартовки в порту Палермо, повредило свою носовую часть, навалившись на причал. Никто не пострадал. После происшествия судно прошло реконструкцию.

### Катастрофа

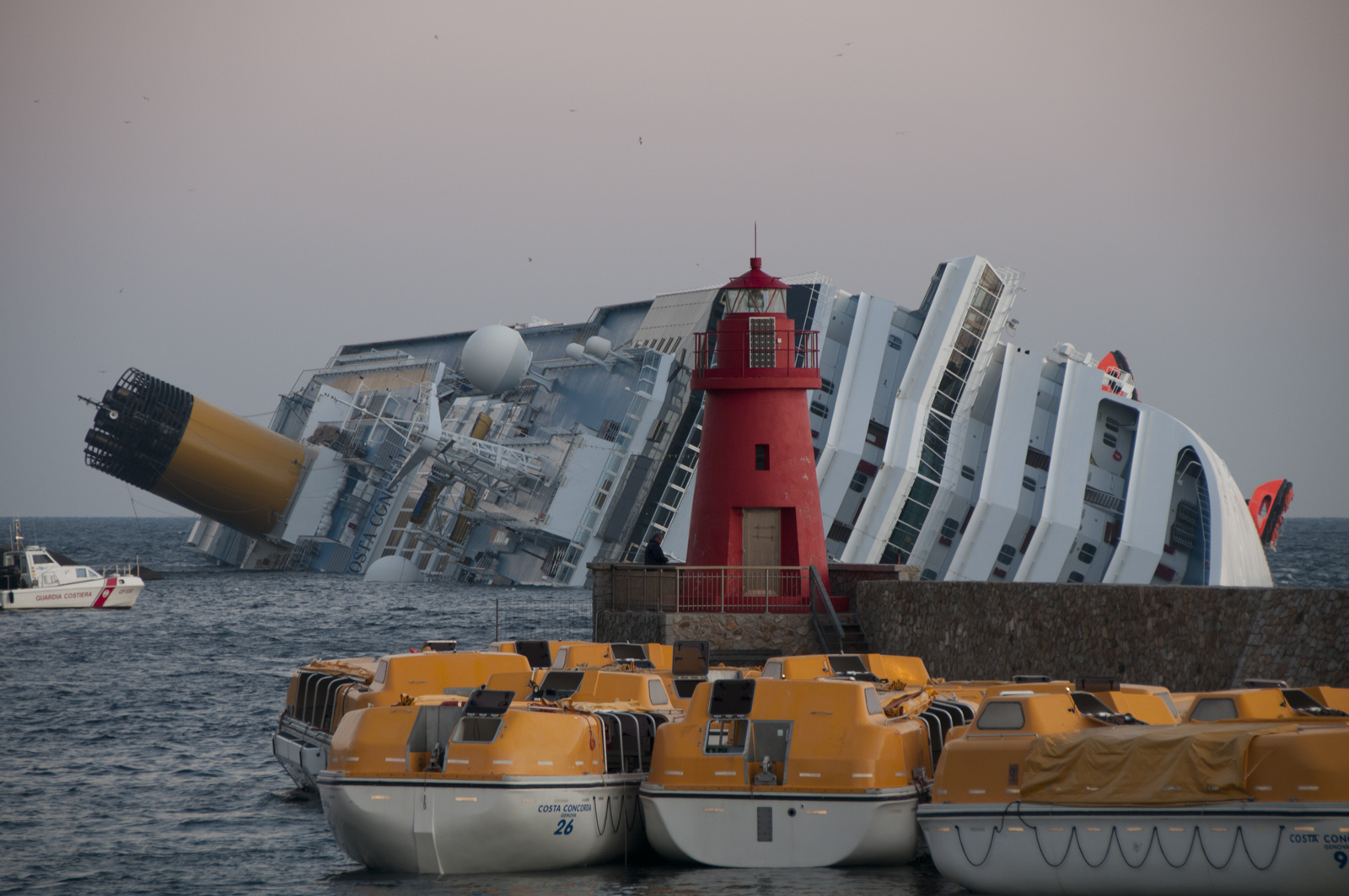
Авария Коста Конкордия

Последний круизный маршрут судна под названием «7 ночей средиземноморской зимы (Савона и обратно)» предполагал заход в порты нескольких итальянских городов, а также в Барселону (Испания) и Марсель (Франция).
В 21:45 (CET) 13 января 2012 года, в районе посёлка Джильо-Порто на острове Джильо (итальянский регион Тоскана), судно наскочило на каменный риф, получило пробоину и стало тонуть. Была организована спасательная операция, большинство пассажиров и членов экипажа было доставлено на берег. В катастрофе погибло 32 человека.
По заявлению начальника итальянских портов Витторио Алессандро, судно отклонилось от курса и опасно приблизилось к берегу.
На следствии капитан лайнера Франческо Скеттино признался, что решил подвести судно ближе к берегу острова Джилио и поприветствовать своего знакомого, бывшего капитана «Коста Конкордия», проживающего на острове, как и делал это неоднократно в прошлом.
Эксперты недоумевали, каким образом судно, проходившее этим маршрутом по 52 раза в год, могло отклониться от своего курса на 3—4 мили, так близко подойти к берегу, а получив пробоину, так быстро перевернуться. Среди имевшихся предположений были человеческий фактор и технический сбой или сочетание двух этих причин.
Ущерб владельцев судна оценивается в 1,5 млрд евро.

### Операция по подъёму судна
Предполагалось, что операция извлечения из воды круизного лайнера займёт от семи до десяти месяцев.
По данным СМИ, до начала подъёма судна общая стоимость работ по его подъёму для компании-судовладельца должна была составить 600 млн евро, что равно стоимости самого судна.
16 сентября 2013 года в 9:00 началась операция по поднятию судна. 17 сентября 19-часовая операция закончилась. Судно было приведено в вертикальное положение при помощи роликов и 36 стальных тросов и специальной платформы, сооруженной на глубине 30 м. При подъёме судна, после тщательного обыска, были найдены останки двух тел, которые находились под водой в течение 20 месяцев, по этой причине опознать их без экспертизы ДНК было невозможно.
1 февраля 2014 года во время работ по присоединению к судну резервуаров с воздухом погиб один водолаз.
23 июля 2014 года начался процесс буксировки судна в порт Генуи. 27 июля оно было заведено в порт, где прошла утилизация. Работы по демонтажу корпуса заняли 22 месяца.
7 июля 2017 года судно было полностью разобрано.